# Mariela Alende O'Connell
Mariela Alende O'Connell (Banfield, 23 de diciembre de 1964) es una cantante y videoartista argentino-irlandesa que vive en Cataluña desde 1989. Es nieta de Oscar Alende, quien fuera gobernador de la provincia de Buenos Aires en 1958, diputado nacional y candidato a la presidencia de Argentina en las elecciones de 1963, 1973 y 1983.

## Biografía
Combinó sus estudios de inglés con los de canto y dirección coral. 
En octubre de 1989, se traslada a Barcelona, donde inicialmente se dedicará a la enseñanza de la lengua inglesa, actividad que aún desempeña parcialmente como examinadora para la Universidad de Cambridge y profesora del Institut de Seguretat Pública de Catalunya.
En abril de 2009 es distinguida por la Compagnie Littéraire du Genêt d'Or de Perpignan (Francia) por su interpretación de la pieza Etern, de Salvador Pané y Eduard Miró.
Como cantante solista, participa en la grabación del CD de poemas musicados sobre el libro de Eduard Miró, Morir d'amor a Tavertet, al capvespre (Publicacions de l'Abadia de Montserrat), que presenta junto al pianista y compositor Salvador Pané en la Casa de Cultura de Girona, en la Sala Luz de Gas de Barcelona y en el Reial Cercle Artístic de Barcelona.
También como solista, participa en el CD Homenatge a Ausiàs Marc, con obras de Josep Meseguer y Núria Pradas sobre poemas del clásico catalán adaptados por Maria Lluïsa Pazos. El trabajo se presentó en Barcelona en el Auditori del Casal del Metge.
El 23 de abril de 2011, día de la fiesta nacional catalana de Sant Jordi, se estrena en Televisió de Catalunya la película Entre 2 gegants, una cultura que es nega a morir, su primer largometraje como directora.

El estreno en las salas de Cataluña coincidió con la otra fiesta nacional catalana, la Díada Nacional de l'11 de Setembre de 2012.
La crítica y el público, en diversas publicaciones, otorgaron a la producción una media de 4 estrellas:
El Periódico ∗∗∗    Hoy Cinema ∗∗∗∗    IMDb ∗∗∗∗    Directe!Cat ∗∗∗∗∗
Como video artista, y contando siempre con la producción de Colin Clarke (también productor de Entre 2 gegants), ha dirigido vídeo composiciones en el Reino Unido (A Flexible Universe y Coded Recurring Dreams) y en Francia (Hanacpachap, con música coral dirigida por Alan Knox). En Cataluña ha dirigido el cortometraje Subliminally Explicit, con Jeffrey Parker como protagonista, y el vídeo musical Project UP, sobre una composición musical propia.

## Discografía y bandas sonoras
Solista y participaciones 
♦ Morir d'amor a Tavertet, al capvespre (Salvador Pané / Eduard Miró).

♦ Homenatge a Ausiàs Marc 2 (Maria Lluïsa Pazos / Josep Meseguer / Núria Pradas).

♦ Entre 2 gegants (Banda sonora: canción Etern de Salvador Pané / Eduard Miró).

♦ 14 Cançons. Recopilatori de Josep Meseguer.

♦ Subliminally Explicit (Banda sonora).
 
♦ Coded Recurring Dreams (Banda sonora).

♦ Simplesmente eu (Paula Teixeira).

♦ UP Project (Banda sonora).

♦ Concerto for soprano, piano and electroacoustic orchestra.

♦ Homenatge a Ausiàs Marc 1 CD llibre (Maria Lluïsa Pazos / Josep Meseguer / Núria Pradas).

♦ Perfum de silenci (Eduard Miró).

♦ Colección de poemas de Antonio Calvo Oliver.

♦ Sonidos del alma (Xavier Bueno).

♦ Ainos.

♦ Si me ves en algún lugar.

♦ A veces estoy bien, a veces estoy mal.

♦ Saltos de color (Núria Pradas).

♦ Lápiz y papel.

♦ Estando contigo.

## Largometraje
Dirección y actuación
♦ Entre 2 gegants, una cultura que es nega a morir (Cataluña).

## Cortometraje
Dirección y actuación
♦ Subliminally Explicit (Cataluña)

## Vídeo arte / composiciones / música
Dirección
♦ A Flexible Universe (Reino Unido / Francia).

♦ Coded Recurring Dreams (Reino Unido).

♦ UP Project (Cataluña).

♦ Hanacpachap (Francia).